# Мокролуг
Мокролуг (словац. Mokroluh) — село в Словаччині, Бардіївському окрузі Пряшівського краю. Розташоване в північно-східній частині Словаччини, на межі Чергівських гір та Низьких Бескидів в долині річки Топля.
В селі є римо-католицький костел з 1772 року, збудований в стилі пізнього бароко та протестантський костел.
Вперше згадується у 1277 році.

## Населення
| Рік:            | 1993 | 2003     | 2013    | 2023    |
| --------------- | ---- | -------- | ------- | ------- |
| Кількість осіб: | 586  | 715      | 740     | 750     |
| Різниця:        |      | +22,01 % | +3,49 % | +1,35 % |

| Рік:            | 2022 | 2023    |
| --------------- | ---- | ------- |
| Кількість осіб: | 761  | 750     |
| Різниця:        |      | -1,44 % |

В селі проживає 727 осіб.
Національний склад населення (за даними останнього перепису населення — 2001 року):
- словаки — 99,71%
- чехи — 0,29%

Склад населення за приналежністю до релігії станом на 2001 рік:
- римо-католики — 47,76%,
- протестанти — 39,11%,
- греко-католики — 1,73%,
- не вважають себе віруючими або не належать до жодної вищезгаданої церкви — 0,87%